# Square Louis-XVI
Square Louis-XVI je místo v Paříži v 8. obvodu. Jeho rozloha činí 4184 m².
Prostranství bylo pojmenováno po francouzském králi Ludvíkovi XVI. Navazuje na ulici Pasquier v 8. pařížském obvodu. Původně zde byl místní hřbitov, kde byli za francouzské revoluce pohřbíváni padlí i v té době popravení. Po popravě zde byli rovněž pohřbeni král Ludvík XVI. a královna Marie Antoinetta. Jejich ostatky byly po obnovení monarchie za Ludvíka XVIII. nalezeny a přeneseny do baziliky Saint-Denis v pařížské aglomeraci. Na místě původního hřbitova nechal král zřídit kapli Chapelle expiatoire (Kaple smíření). Autorem kaple byl architekt Fontain.